# Ophidion marginatum
Ophidion marginatum — вид риб родини Ошибневих (Ophidiidae). Поширений у західній Атлантиці від Нью-Йорку до північно-східної Флориди, США. Морська субтропічна демерсальна риба, що сягає 25 см довжиною.